# 撷园
撷园，位于中国广东省云浮市罗定市罗城镇龙头岗，为罗定市的一个市级文物保护单位，类型为近现代重要史迹及代表性建筑，公布时间为1994年6月8日。
撷园的历史年代为民国。